# Helina platycerca
Helina platycerca är en tvåvingeart som beskrevs av Feng 2000. Helina platycerca ingår i släktet Helina och familjen husflugor.
Artens utbredningsområde är Sichuan (Kina). Inga underarter finns listade i Catalogue of Life.